# Erdbeben in Montenegro 1979
Das Erdbeben an der montenegrinischen Küste 1979 (Mw=7,1) fand um 7:20 Uhr am Ostersonntag, 15. April 1979 mit einem Epizentrum 15 Kilometer von der Küste entfernt bei Bar in der Adria statt. Die Ruptur ereignete sich in einer flachen Zone, in etwa zwölf Kilometer Tiefe, an der flach absinkenden frontalen Überschiebung der Adriatischen unter die Eurasische Platte, konkordant zum NW-SE Streichen der Dinariden. In Bar führte das Beben zu einer maximalen Intensität von IX auf der Mercalliskala.

## Auswirkungen

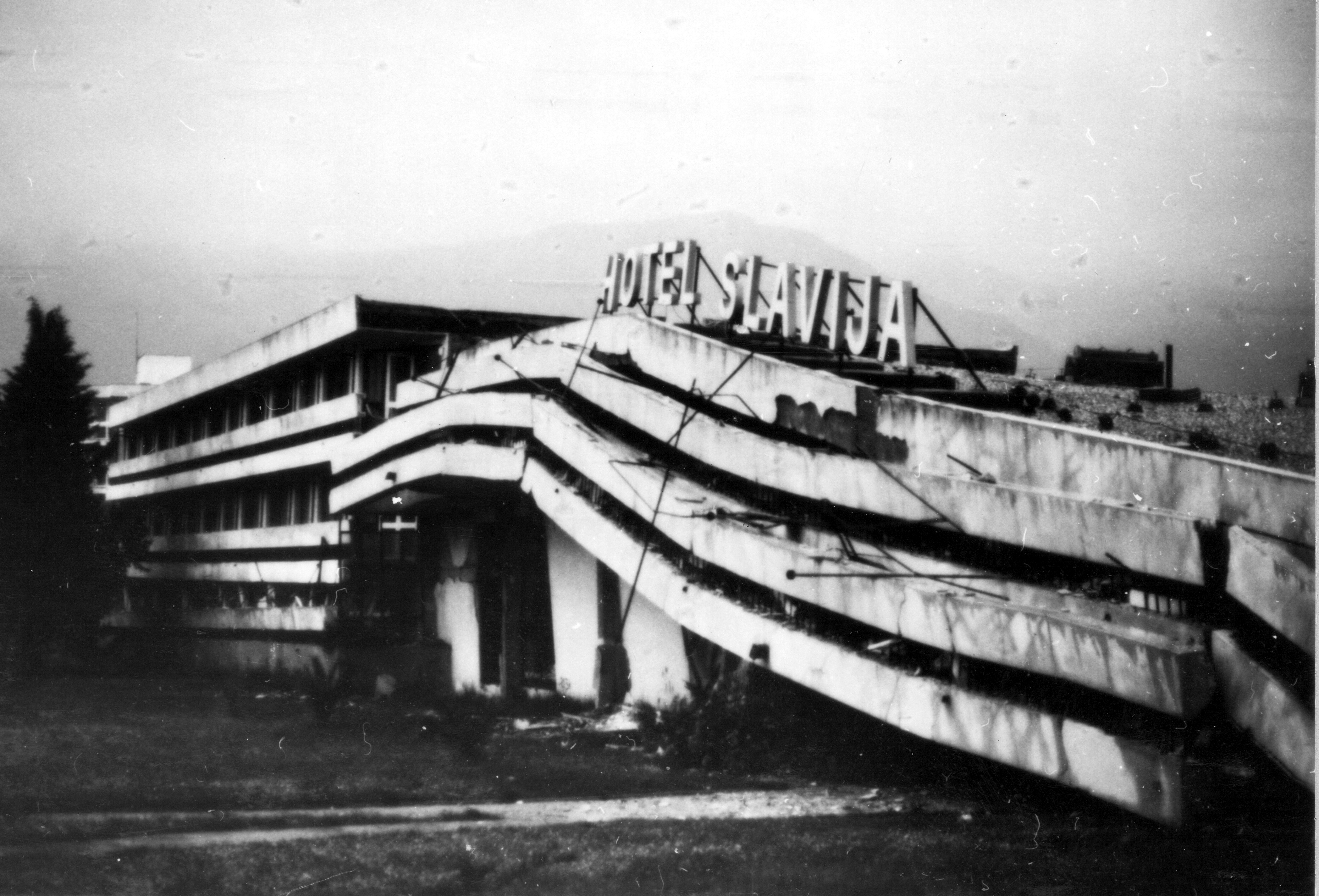
Schäden am Hotel Slavija in Budva

Das Erdbeben wirkte sich landeinwärts bis in 25 Kilometer Tiefe auf 6000 km² zwischen Dubrovnik und Nordalbanien aus. Etwa 135 Menschen starben, über 1000 wurden verletzt und einige Zehntausende wurden obdachlos. Das Beben zerstörte Hotels, Krankenhäuser, historische Gebäude (insbesondere die Altstadt von Kotor, Budva und Ulcinj), Wohngebäude und die Transportinfrastruktur. Zwei Drittel der Bevölkerung der Küstenregion sollen ihr Zuhause verloren haben.
Das Beben führte zu Bodenrissen bis zu mehreren Dutzend Metern Länge, Geysiren, und prädominanten Phänomenen der Bodenverflüssigung, lateralen Dehnungen, Einbrüchen, Bildung von Sandvulkanen, Verschlammung von Brunnen, Kollaps von Flussterrassen, Faltung von Boden etc. Ein erdbeben-generierter Tsunami mit Wellenhöhen von 0,5 bis einem Meter wurde bei Ulcinj beobachtet. An der Buna stieg der Wasserspiegel um sechs Zentimeter. Bei Budva zog sich das Meer um 45 Meter über mehrere Stunden zurück. Anomale Flutwellen und Turbulenzen traten in der Bucht von Kotor und in Bari auf.

## Tektonische Rahmenbedingungen
Das Erdbeben fand an einer der aktivsten Erdbebenzonen in Europa, der Transitionszone zwischen Dinariden und Helleniden an der albanisch-montenegrinischen Grenze statt. An dieser Nahtstelle treten regelmäßig moderate seichte Erdbeben (Mw < 5.0) sowie gelegentlich solche von großer Heftigkeit und Zerstörungskraft (Mw ≤ 7.1). Die beobachtete Seismizität resultiert aus den komplexen tektonischen Rahmenbedingungen der westlichen Balkanhalbinsel, die im Besonderen mit der kontinentalen Subduktion der Adriatischen Mikroplatte unter Eurasien verknüpft ist. Ein großes Erdbeben hatte die Küstenregion bereits 1968 erschüttert.
Vor dem Hauptbeben wurde eine verstärkte seismische Aktivität festgestellt. Erste Beben wurden Anfang April registriert. Und am 9. April erschütterte ein Beben mit Mw=5,4 die Region, das zum Beispiel in Ulcinj schon zu heftigen Schäden führte.
Ein starkes Nachbeben (Mw=6,2) mit Epizentrum vor der Bucht von Kotor fand am 24. Mai 1979 an derselben Ruptur statt.

## Seismizität
Die sogenannte aktive Montenegrinische Verwerfung (AF20B) ist mit durchschnittlichen langzeitlichen Relativbewegungsraten von 2,01 mm/a die aktivste Verwerfung der äußeren Dinariden. Das Erdbeben vom 15. April 1979 ist ebenfalls mit Mw 7.1 das stärkte instrumentell gemessene Erdbeben, das zwischen Friaul und Albanien gemessen wurde. Das obere Ende der Verwerfung liegt fünf bis 20 Kilometer vor der montenegrinischen Küste. Da es eine seicht abfallende Struktur ist, besitzt es ein hohes Gefährdungspotential mit starken Erdbeben sowie potentielle Quelle für Tsunamis. Das 1979er Erdbeben führte sowohl in Montenegro als auch Albanien zu erheblichen Schäden. Es hatte maximale Beschleunigungsraten von 0,49 g, und Tsunami-Wellen wurden an den Pegelstationen in Montenegro und Südkroatien aufgezeichnet. Die maximalen Tsunami-Wellen hatten mit einem halben Meter die zentrale und südliche montenegrinische Küste betroffen.

## Schäden, Hilfe und Wiederaufbau

### SFR Jugoslawien
Das Beben war das stärkste in der Geschichte Jugoslawiens. Seine katastrophalen Auswirkungen blieben zwar auf die montenegrinische Küste und die Grenzregion von Albanien beschränkt, Stöße hatte man jedoch noch im 350 Kilometer entfernten Belgrad und sogar im 700 Kilometer entfernten Zagreb gespürt. Der damalige jugoslawische Präsident Josip Broz Tito hielt sich während des Bebens in seiner Villa in Igalo am Eingang der Bucht von Kotor auf. Dieser beorderte sofort die staatlichen Organe zu Hilfsmaßnahmen. Militär und Zivilschutzeinheiten kamen in die betroffene Region. Die erste Versorgung der Region konnte über den Flughafen Dubrovnik/Cilipi sichergestellt werden. Tito nahm selbst die Verwüstungen in den Orten in Augenschein. Die Städte Herceg Novi, Kotor, Budva, Sutomore, Ulcinj und Bar waren am stärksten betroffen.
Das jugoslawische Fernsehen unterbrach das reguläre Programm, um über die Schäden zu berichten. Es strahlte Bildmaterial von aufgerissenen Straßen, ineinander verkeilten Autos und riesigen Felsbrocken, die Schaufensterscheiben eingerissen hatten, aus. Ein Seemann berichtete von ungewöhnlich hohen Wellen und Felsbrocken, die von den Kliffs ins Meer gestürzt waren. 20 Schiffe im Hafen von Bar waren gesunken. Tito bat die Völker und Republiken Jugoslawiens darum, den Wiederaufbau Montenegros tatkräftig zu unterstützen. Dass Tito vor Ort gewesen war, hatte großen Einfluss für die Anteilnahme, die alle Republiken der SR Montenegro aussprachen, und der bereitwillig geleisteten Unterstützung.
101 Menschen in Jugoslawien hatten ihr Leben verloren. Die UNESCO berichtete 1984, dass nahezu 1600 Kulturdenkmäler zerstört oder beschädigt waren. 30 % davon wurden abgerissen. Auch in den 15 Kilometer landeinwärts liegenden Orten Cetinje, Grahovo und Nikšić. In Grahovo blieb ein Großteil der alten Gebäude, die 1979 beschädigt worden waren, bis heute unsaniert. Die Gesamtschäden des Erdbebens wurden auf sieben Milliarden DM geschätzt. Auch die Wirtschaft Monentegros, insbesondere der Tourismus, Häfen und Werften, wurden stark beeinträchtigt.
Zum Wiederaufbau forderte die Bundesregierung eine Abgabe, die alle Arbeiter Jugoslawiens zu 2,5 % ihres Bruttolohns für zehn Jahre zu leisten hatten. Die Zahlungen kamen insbesondere aus Serbien auch für die gesamte Dekade regelmäßig, andere Republiken stellten die Zahlungen nach und nach ein. Die stark beschädigte Altstadt von Kotor wurde von der UNESCO noch 1979 zum Weltkulturerbe in Gefahr bestimmt. Beim Wiederaufbau halfen insbesondere auch Spezialisten aus Japan. Die Neubauten an der Küste sollten in Zukunft erdbebensicher errichtet werden. Zwar wurden die ersten neuen Hotels auch danach geplant, doch als das Erdbeben in Vergessenheit geraten war, und durch den Immobilienboom in den Küstenorten Montenegros angefacht, baute man alsbald insbesondere um Budva hohe Solitäre ohne hinreichende Erdbebensicherheit, die, da sie häufig im Hang auf instabilen Grund gebaut wurden, zusätzliche Risiken bergen.

### Albanien
In Albanien war insbesondere die nordalbanische Küstenregion mit den Regionen Shkodra und Lezha betroffen. Es wurden 35 Todesopfer beklagt, 382 Personen wurden verletzt und Zehntausende sollen ihr Zuhause verloren haben. Die Behörden sprachen von 17'000 zerstörten Häusern. Auch mehrere Kulturdenkmäler wurden beschädigt.
Im Gegensatz zu Jugoslawien verweigerte die Sozialistische Volksrepublik Albanien jegliche ausländische Hilfe. Die kommunistische Regierung in Tirana erklärte, für die Obdachlosen bis Winteranbruch neue Unterkünfte bauen zu wollen. Besuchern wurde danach regelmäßig der Vorort Bahçallëk südlich von Shkodra gezeigt, der komplett zerstört wurde und wo 54 neue Häuser mit 164 Wohnungen errichtet worden waren. 25'000 Freiwillige aus ganz Albanien hatten während sechs Monaten in Arbeitszeiten den Wiederaufbau unterstützt. In Bahçallëk verkündete Enver Hoxha am 1. Oktober 1979 die Vollendung der Baumaßnahmen.